# Tetraopes quinquemaculatus
Tetraopes quinquemaculatus là một loài bọ cánh cứng trong họ Cerambycidae.